# Данило Станисављевић
Данило Станисављевић (Грачац, 1917 — Грачац, 24. октобар 1942), познатији као Дане Цицвара, је био српски устанички војвода у Лици и Кордуну, командант пука „Гаврило Принцип” Динарске четничке дивизије. Устанак који је Станисављевић водио 1941. године против Независне Државе Хрватске, омогућио је да његов родни крај дође под управу италијанске окупационе зоне, чиме је привремено спречено страдање српског становништва од усташа. Убили су га партизани.

## Биографија

### Младост
Рођен је 1917. године у личком селу Дојићи код Грачаца. Служио је у планинарском пуку Југословенске војске у Љубљани. Одабран је да буде један од изасланика Краљеве гарде на сахрани Мустафе Кемала Ататурка, 21. новембра 1938. године.
Имао је рођеног брата Тодора Тоћана Станисављевића, који је такође био у четницима.

### Други светски рат
Станисављевић је био организатор одбране Грачаца 12. августа 1941. године од прве групе усташа. Устаници су тада успели да одбране место од усташке групе која је дошла из Госпића. Српским устаницима се тада придружило око 50 морнара Краљевске југословенске ратне морнарице, на челу са капетаном корвете Мирком Блајвајзом, који је био командант обалске команде у Селцу.
У децембру 1941. године, основан је Грачачки четнички батаљон „Гаврило Принцип”, а Станисављевић је постављен за команданта батаљона и вршиоца дужности пука „Вожд Карађорђе”. Успоставио је везу са Пајицом Омчикусом у Србу, као и са војводом Момчилом Ђујићем и Ником Новаковићем.
Средином маја 1942. године, објавио је проглас упућен Србима у Далмацији, у којем их позива Србе који су се придружили партизанима код командом Комунистичке партије Хрватске, да напусте њихове редове и да се придруже Југословенској војсци у Отаџбини.
Пошто су га препознали као препреку у преузимању устанка, партизани су 24. октобра 1942. године напали Станисављевића и његов штаб. У борбама је погинуло око 70 четника. Једни извори наводе да је Станисављевић извршио самоубиство како не би пао у руке партизанима, док други тврде да је убијен у борби у којој су партизани користили само ножеве и бомбе.